# One Tonne Life

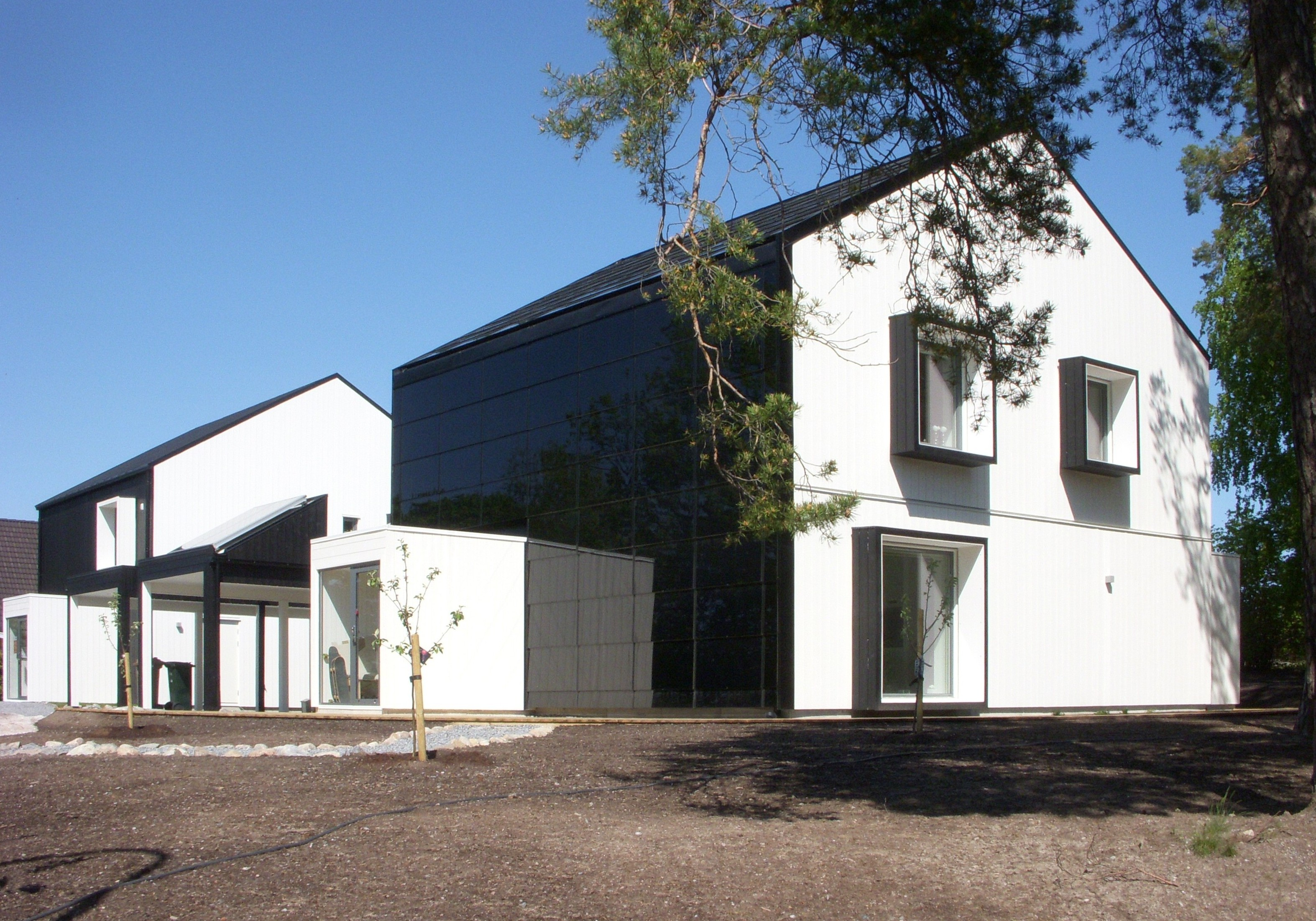
Experimenthuset (t.h.) i maj 2011.

One Tonne Life (även kallad Villa Bright Living) är ett experimentellt enfamiljs lågenergihus vid Älghagsstigen 24 i Hässelby villastad, nordvästra Stockholm, ritad av Wingårdh arkitektkontor med företaget A-hus som byggherre. One Tonne Life var en av fem finalister för Årets Stockholmsbyggnad 2011.

## Bakgrund
Tanken med bostadshuset var att skapa ett hem för en utvald barnfamilj som under sex månader skall försöka att komma ner till en utsläppsnivå på ett ton koldioxid (CO2) per person och år(därav namnet “One Tonne Life“). Världsgenomsnittet ligger idag (2010) på cirka sju ton per person och år. Vid början av projektet låg familjens förbrukning på 7,29 ton CO2 per person och år. Meningen är även att familjen skall leva ett helt normalt liv. Bakom projektet står bland annat A-hus, Vattenfall och Volvo personvagnar. Familjens CO2-förbrukningar mäts kontinuerligt och kan följas av allmänheten på nätet. För att säkerställa tillförlitligheten i mätningarna av familjens CO2-utsläpp deltar experter från Chalmers tekniska högskola  i projektet.

## Byggnad
One Tonne Life är ett kompakt prefabricerat trähus med en boyta om 156 m², fördelad på två plan. Centralt i huset ligger trappan med fri rumshöjd på över 7 meter och öppet till taknocken. Huset har en flexibel planlösning, som ger möjlighet för en familj att växa och krympa. Fönstren är placerade så att innerväggar kan flyttas alternativt läggas till efter behov.
Husets samtliga utvändiga ytor mot söder är klädda med solceller respektive solfångare. Ytterväggarna består av tre skikt värmeisolering med extrem god isoleringsförmåga och minimalt luftläckage. Den yttre färgsättningen går konsekvent i vit och svart kulör. Fönstren har ett u-värde på 0,6 respektive 0,8 (traditionellt brukar det vara ca 1,2). Iögonfallande är de utanpåliggande ramar kring fönstren, svarta utanpå och vita inuti. De skall skärma av den varma sommarsolen, men släppa in den lågtstående vintersolen. Värmeenergin i frånluften återvinns med en verkningsgrad på ca 80 procent. Överproduktionen i energin från solcellerna används bland annat för att ladda familjens elbil.
På tomten finns ytterligare en liknande byggnad (utan solceller) som fungerar f.n. (maj 2011) som visningshus för företaget A-hus.

## Vad hände sen?
Efter det internationellt uppmärksammade projektet One Tonne Life köptes huset i Hässelby villastad av familjen Jogensjö. Initiativtagarna A-hus, Volvo personvagnar och Vattenfall arbetar med hjälp av sina erfarenheter från projektet vidare med att utveckla energismarta lösningar och produkter.

## Bilder

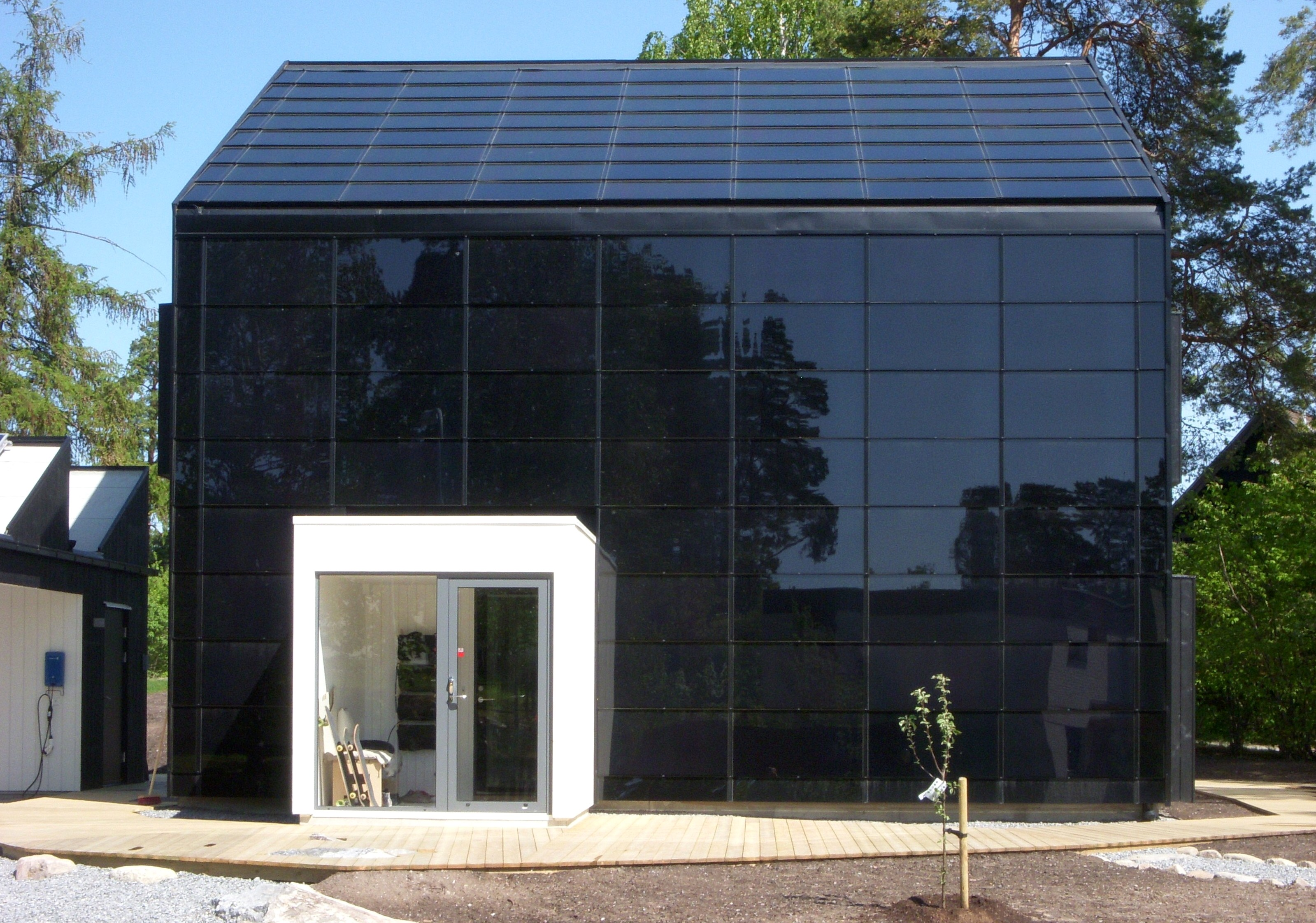
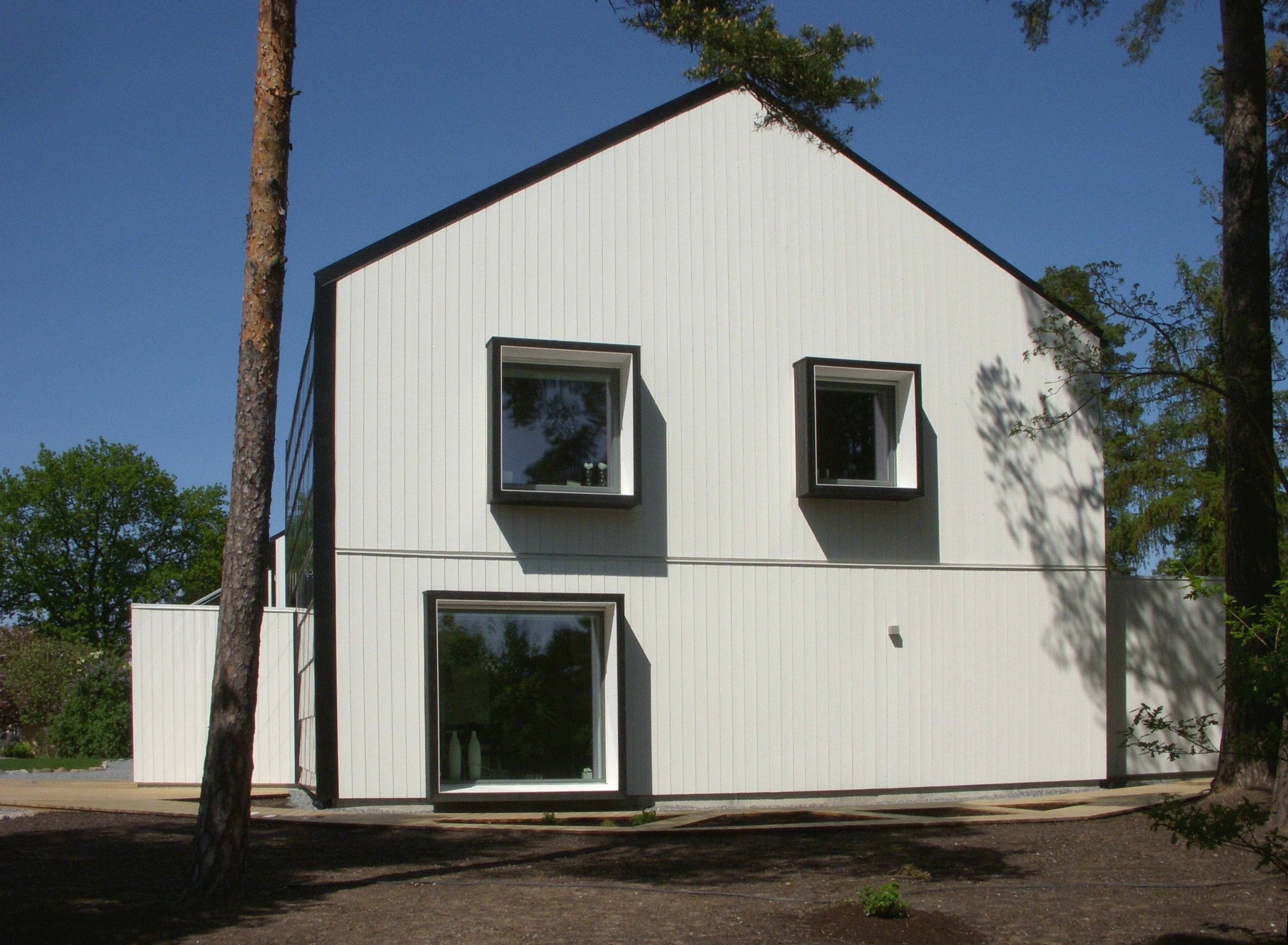
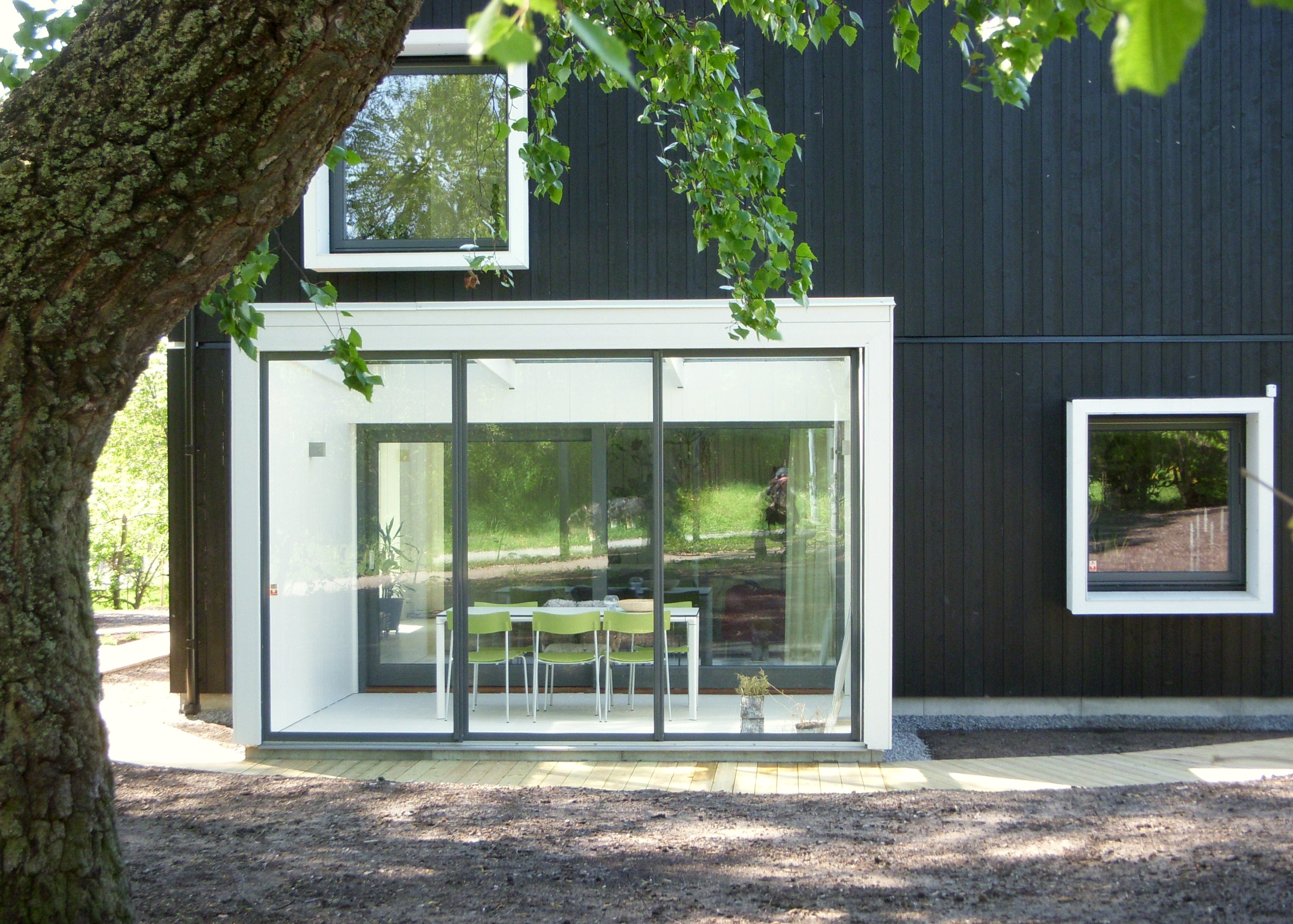
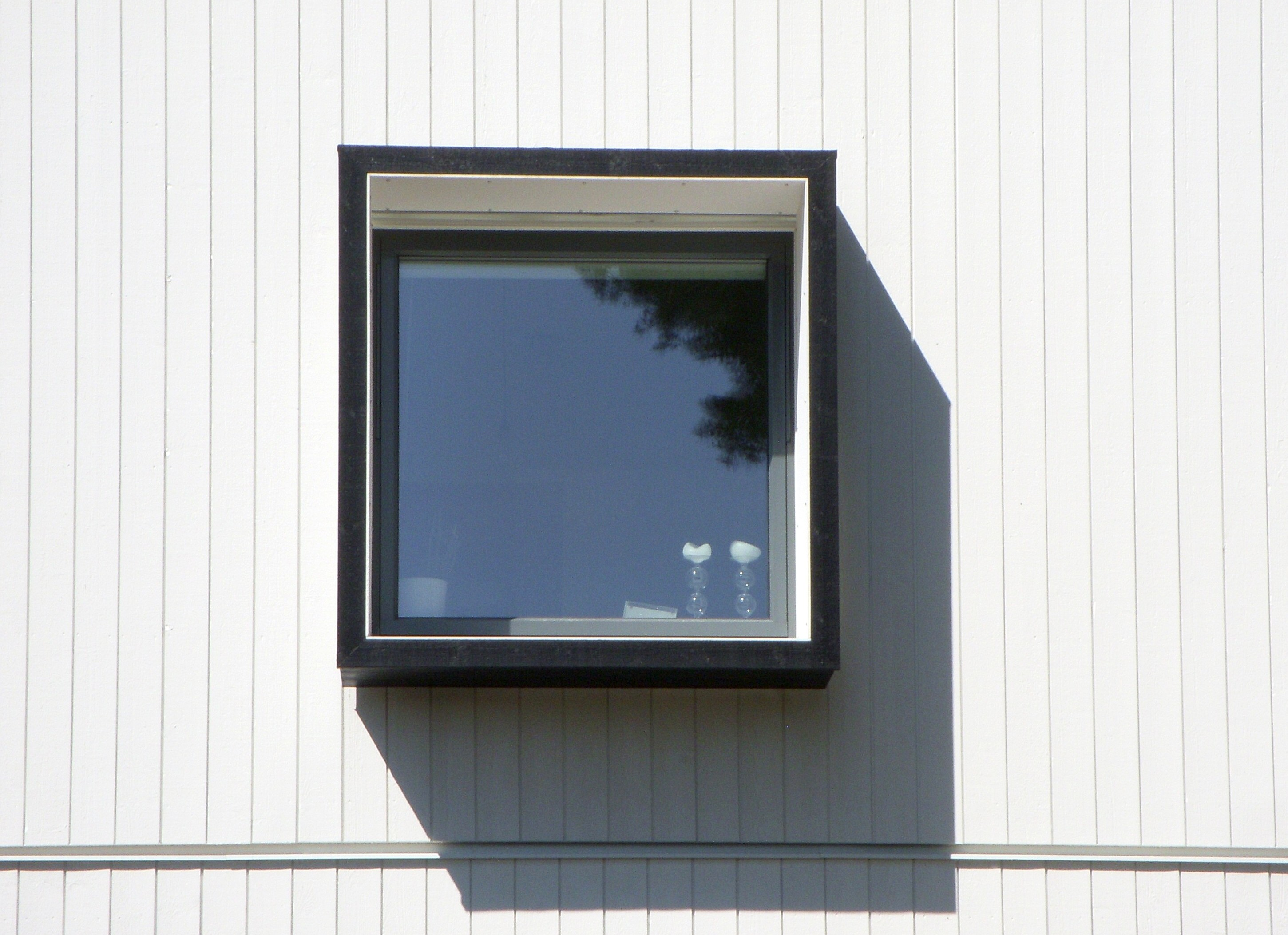